# Yaxun Bʼalam IV
Đối với trùng tên ông nội của ông, xem Yaxun Bʼalam III.
Yaxun Bʼalam IV là một nhà vua Maya tối cao của thành phố Yaxchilan. Ông lên ngôi vào khoảng năm 752 cho đến năm 768 hay 769, kế thừa thời kỳ thịnh vượng của vua cha Itzamnaaj Bʼalam II đã gây dựng. Ông đã phải tranh đấu để lấy và giữ quyền lực do Yaxun không được coi như là người thừa kế bất hợp pháp để lên ngôi.

## Thời trẻ
Yaxun Bʼalam là con trai của Itzamnaaj Bʼalam và phu nhân Ikʼ Skull. Phu nhân Ikʼ Skull không phải là người vợ đầu tiên của Itzamnaaj Bʼalam và bà đến từ Calakmul.
Do Yaxun không phải là con trai của phu nhân Xoc, cho nên ông không hoàn toàn thuộc về dòng máu hoàng gia và rất khó để được lên ngôi.